# Zweckinger
Zweckinger ist eine Folk-Rock-Band aus München bzw. Oberbayern. Die Band schreibt ihre Lieder selbst und singt bairisch.

## Bandgeschichte
Die Band wurde 2003 in München gegründet und wurde bald darauf vom Musikverlag BSC Music im oberbayerischen Münsing unter Vertrag genommen. Ihren ersten Auftritt vor einem größeren Publikum hatte sie am 12. Mai 2004 anlässlich der Präsentation ihrer ersten CD, Münchner Grant, im Wirtshaus im Schlachthof München. Der Stil der Band wandelte sich im Laufe der Jahre und wurde insbesondere mit dem Einstieg von Christine Zweckinger im Jahr 2013 deutlich vielfältiger. Das erste Studioalbum mit ihr namens Gfoid ma! stellte die Band am 8. Mai 2014 im Backstage in München vor. Seit Oktober 2015 gibt es außerdem eine Live-CD/DVD namens A guada Dog, aufgenommen in der Kulturetage in den Riem Arcaden in München. Nachdem Tom zum Jahresende 2019 die Band verlassen hatte, nahm Dieter Zweckinger seinen Platz als Leadsänger und Gitarrist ein. Er spielte früher bei den Formationen Heinrich Beats The Drum (1988–2002) und IFF (2002–2019). Mit ihm erschien im Juli 2022 das Studioalbum Komisch.

## Diskografie

### Alben
- Münchner Grant (BSC Music, CD 2004)
- Metzgerei Königswieser (BSC Music, CD 2006)
- No a Liadl (BSC Music, CD 2009)
- Gfoid ma! (BSC Music, CD 2014)[1]
- A guada Dog (BSC Music, CD/DVD 2015)[2]
- Komisch (BSC Music, digitales Album 2022)[3]

### Sampler
- Hart & Zart (Mundart Ageh, CD 2004)
- Alpenpower Edition (Saturn Exclusiv Edition, CD 2004)
- Live vom Regensburger Mundartfestival (Mundart Ageh, CD 2006)
- Hart & Zart II (Mundart Ageh, CD 2007)
- Hart & Zart IV (Mundart Ageh, CD 2011)
- Muh Platte 3 (MUH, CD 2014)[4]
- Hart & Zart VI (Mundart Ageh, CD 2015)
- Bavaria Vista Club Vol. 2 (BSC Music, digitales Album 2016)
- Bavaria Vista Club Vol. 3 (BSC Music, digitales Album 2019)
- Bavaria Vista Club Vol. 4 (BSC Music, digitales Album 2022)